# ТЕС Квінана (NewGen)
32°12′7″ пд. ш. 115°46′24″ сх. д. / 32.20194° пд. ш. 115.77333° сх. д.
ТЕС Квінана (NewGen) — теплова електростанція на заході Австралії, що належить компанії NewGen Power Kwinana Partnership.
У 2008 році на майданчику станції ввели в дію парогазовий блок комбінованого циклу потужністю 320 МВт, в якому одна газова турбіна потужністю 160 МВт живить через котел-утилізатор одну парову турбіну з показником 160 МВт. Така конфігурація вимагає для досягнення максимальної потужності спалювання в котлі-утилізаторі додаткового палива, при цьому паливна ефективність блоку становить 48 %, а при використанні додаткового спалювання — 46 %.
Як паливо використовують природний газ, що надходить по трубопроводу Дампір – Банбері. При роботі на проєктній потужності станція щоденно потребує 1,47 млн м3 газу стандартної теплотворної здатності.
Видалення продуктів згоряння з котла-утилізатора відбувається через димар заввишки 60 метрів.
Для охолодження використовується морська вода.
Видача продукції відбувається під напругою 330 кВ.